# Уґори (Великопольське воєводство)
Уґори (пол. Ugory) — село в Польщі, у гміні Добра Турецького повіту Великопольського воєводства.
Населення — 176 осіб (2011).
У 1975-1998 роках село належало до Конінського воєводства.

## Демографія
Демографічна структура станом на 31 березня 2011 року:
|          | Загалом | Допрацездатний вік | Працездатний вік | Постпрацездатний вік |
| -------- | ------- | ------------------ | ---------------- | -------------------- |
| Чоловіки | 84      | 11                 | 63               | 10                   |
| Жінки    | 92      | 17                 | 50               | 25                   |
| Разом    | 176     | 28                 | 113              | 35                   |